# João Miguel Tavares
João Miguel Vintém Tavares (Portalegre, 8 de setembro de 1973) é um cronista e comentador político, escritor e ex-jornalista português. João Miguel Tavares é uma figura polémica no meio dos comentadores políticos portugueses e é conotado com o espectro da direita política.

## Biografia
Depois de uma passagem pelo curso de Engenharia Química, licenciou-se em Ciências da Comunicação pela Faculdade de Ciências Sociais e Humanas da Universidade Nova de Lisboa, tendo sido jornalista e editor executivo do Diário de Notícias, colunista do Correio da Manhã e diretor-adjunto da revista Time Out.
É cronista do jornal Público e um dos comentadores do programa, Governo Sombra na TSF Rádio Notícias, com transmissão televisiva na TVI24, renomeado Programa Cujo Nome Estamos Legalmente Impedidos de Dizer, agora da SIC Notícias. É um dos criadores da série portuguesa Prisão Domiciliária, exibida entre abril e junho de 2021, juntamente com Catarina Moura, Tiago Pais e Rodrigo Nogueira.
Em colaboração com o historiador Rui Ramos, apresenta o programa de rádio e podcast E o Resto é História desde 2019.

## Vida pessoal
É casado e pai de quatro filhos e filhas.

## Obras publicadas
- Os Homens Precisam de Mimo. Lisboa: A Esfera dos Livros, 2011. ISBN 978-989-626-328-7
- A Crise Explicada às Crianças. Lisboa: A Esfera dos Livros, 2012. ISBN 978-989-626-382-9
- Uma Baleia no Quarto. Lisboa: A Esfera dos Livros, 2012. ISBN 978-989-626-406-2
- O Pai mais Horrível do Mundo. Lisboa: A Esfera dos Livros, ilustrações de João Fazenda, 2013. ISBN 978-989-626-462-8
- Manual de Sobrevivência para Pais e Maridos. Lisboa: A Esfera dos Livros, 2014. ISBN 978-989-626-521-2 [6]